# Рока Сан Феличе
Ро̀ка Сан Фелѝче (на италиански: Rocca San Felice) е село и община в Южна Италия, провинция Авелино, регион Кампания. Разположено е на 750 m надморска височина. Населението на общината е 888 души (към 2011 г.).